# Evasio Bosso
Evasio Bosso (Casale Monferrato, 12 gennaio 1910 – ...) è stato un calciatore italiano, di ruolo attaccante.

## Carriera
Disputò a Catania la stagione 1930-1931.
Giocò 12 partite in tre stagioni di Serie A con la maglia del Casale; in seguito giocò anche 2 partite in altrettante stagioni di Serie B, sempre con la maglia del Casale.